# Овоштна
Овоштна (болг. Овощна) — село в Болгарии. Находится в Великотырновской области, входит в общину Златарица. Население составляет 1 человек.

## Политическая ситуация
Овоштна подчиняется непосредственно общине и не имеет своего кмета.
Кмет (мэр) общины Златарица — Пенчо Василев Чанев (коалиция в составе 3 партий: Национальное движение «Симеон Второй» (НДСВ), ВМРО — Болгарское национальное движение, Союз демократических сил (СДС)) по результатам выборов в правление общины.